# Уильямс (округ, Огайо)
Округ Уильямс (англ. Williams County) располагается в штате Огайо, США. Официально образован 2 февраля 1824 года. По состоянию на 2010 год, численность населения составляла 37 642 человека.

## География
По данным Бюро переписи США, общая площадь округа равняется 1 095,804 км2, из которых 1 090,287 км2 суша и 2,130 км2 или 0,500 % это водоёмы.

## Население
По данным переписи населения 2000 года в округе проживает 39 188 жителей в составе 15 105 домашних хозяйств и 10 664 семей. Плотность населения составляет 36,00 человек на км2. На территории округа насчитывается 16 140 жилых строений, при плотности застройки около 15,00-ти строений на км2. Расовый состав населения: белые — 96,51 %, афроамериканцы — 0,72 %, коренные американцы (индейцы) — 0,23 %, азиаты — 0,52 %, гавайцы — 0,01 %, представители других рас — 1,19 %, представители двух или более рас — 0,83 %. Испаноязычные составляли 2,68 % населения независимо от расы.
В составе 33,30 % из общего числа домашних хозяйств проживают дети в возрасте до 18 лет, 57,50 % домашних хозяйств представляют собой супружеские пары проживающие вместе, 9,00 % домашних хозяйств представляют собой одиноких женщин без супруга, 29,40 % домашних хозяйств не имеют отношения к семьям, 24,90 % домашних хозяйств состоят из одного человека, 10,50 % домашних хозяйств состоят из престарелых (65 лет и старше), проживающих в одиночестве. Средний размер домашнего хозяйства составляет 2,52 человека, и средний размер семьи 3,00 человека.
Возрастной состав округа: 26,20 % моложе 18 лет, 8,30 % от 18 до 24, 28,70 % от 25 до 44, 22,90 % от 45 до 64 и 22,90 % от 65 и старше. Средний возраст жителя округа 37 лет. На каждые 100 женщин приходится 98,70 мужчин. На каждые 100 женщин старше 18 лет приходится 96,40 мужчин.
Средний доход на домохозяйство в округе составлял 40 735 USD, на семью — 47 398 USD. Среднестатистический заработок мужчины был 33 476 USD против 22 136 USD для женщины. Доход на душу населения составлял 18 441 USD. Около 3,90 % семей и 6,00 % общего населения находились ниже черты бедности, в том числе — 6,20 % молодежи (тех, кому ещё не исполнилось 18 лет) и 6,90 % тех, кому было уже больше 65 лет.